# Albéric Florizoone
Albéric Theodoor Florizoone (Oostduinkerke, 7 november 1896 - Oostende, 19 februari 1965) was burgemeester van de Belgische kustplaats Oostduinkerke.

## Familie
Albéric Florizoone was de zoon van Isidoor Florizoone (1867-1935) en Elodie Florizoone (1862-1934).
Hij trouwde met Agnes Couvreur (1904-1983) en ze hadden drie zonen, Karel Joris (1927-2011), Yann Ernest (1929-1990), Jack Florizoone (1930-2006) en een dochter Sari Florizoone.
Zijn broer Daniël Florizoone (1898-1981) was notaris.

## Levensloop
Florizoone werd eigenaar-uitbater van de steenbakkerij Florizoone, in 1890 door zijn vader gesticht in Wulpen en in 1899 uitgebreid door de overname van de steenbakkerij Bieswal in Veurne. De grote nood aan baksteen voor de wederopbouw na de Eerste Wereldoorlog maakte dat hij in 1924 in Nieuwpoort een steenbakkerij oprichtte onder de naam Briqueteries Mécaniques de Nieuport & Extensions. Na 1935 leverde hij onder meer de stenen voor de bouw van de Basiliek van Koekelberg. In 1937 leverde hij de bakstenen voor het Nieuwpoortse memoriaal gewijd aan koning Albert I.
Van 1945 tot 1951 was hij voorzitter van het Nationaal Christelijk Middenstandsverbond, gewest Brugge en kust. Hij was ook beheerder van de Compensatiekas van de Christelijke Patroons. Van 1951 tot 1953 was hij voorzitter van het Vlaams Economisch Verbond, afdeling Kuststreek en Brugge.

## Burgemeester
Florizoone werd op 1 januari 1939 burgemeester van Oostduinkerke. Hij bleef het ambt uitoefenen tot begin 1942, maar werd toen afgezet. Hij was geen voorstander van de Nieuwe Orde en werd het voorwerp van een hevige campagne vanwege plaatselijke VNV'ers die hemzelf en zijn bestuur van corruptie en onbekwaamheid beschuldigden. Hij werd opgevolgd door VNV'er Honoré Loones.
Na de oorlog nam hij deel aan de gemeenteverkiezingen van oktober 1946 en werd opnieuw burgemeester. Bij de verkiezingen van oktober 1952 werd hij echter verslagen door de lijst 'Gemeentebelangen' van Rosette Dewitte, de echtgenote van Honoré Loones. Hij trok zich vervolgens uit politieke activiteiten terug en ging in Oostende wonen. 